# Cleome isomeris
Cleome isomeris là một loài thực vật có hoa trong họ Màng màng. Loài này được Greene mô tả khoa học đầu tiên năm 1888.

## Hình ảnh

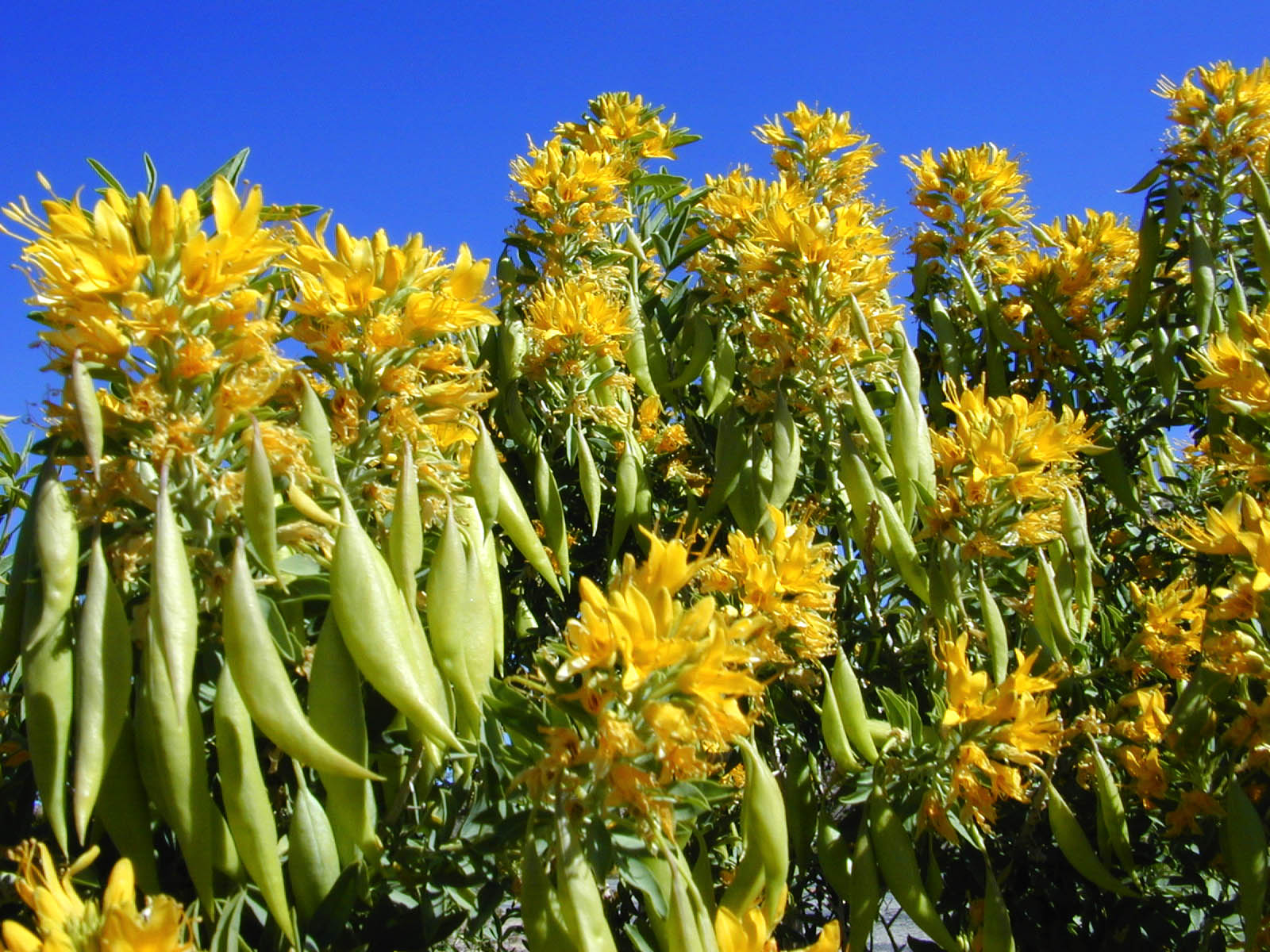
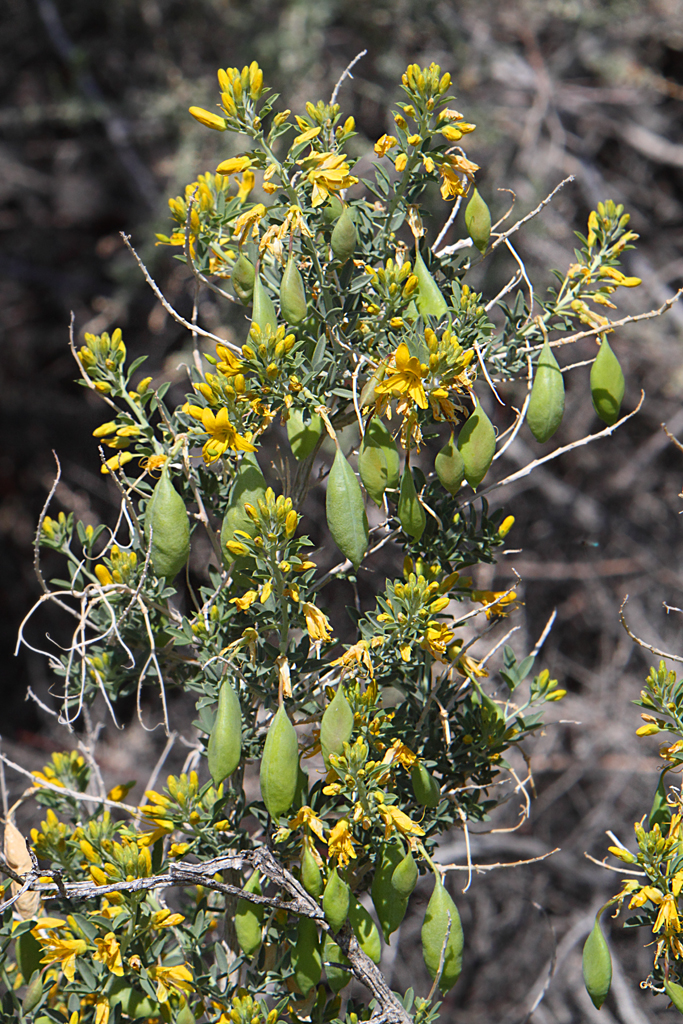
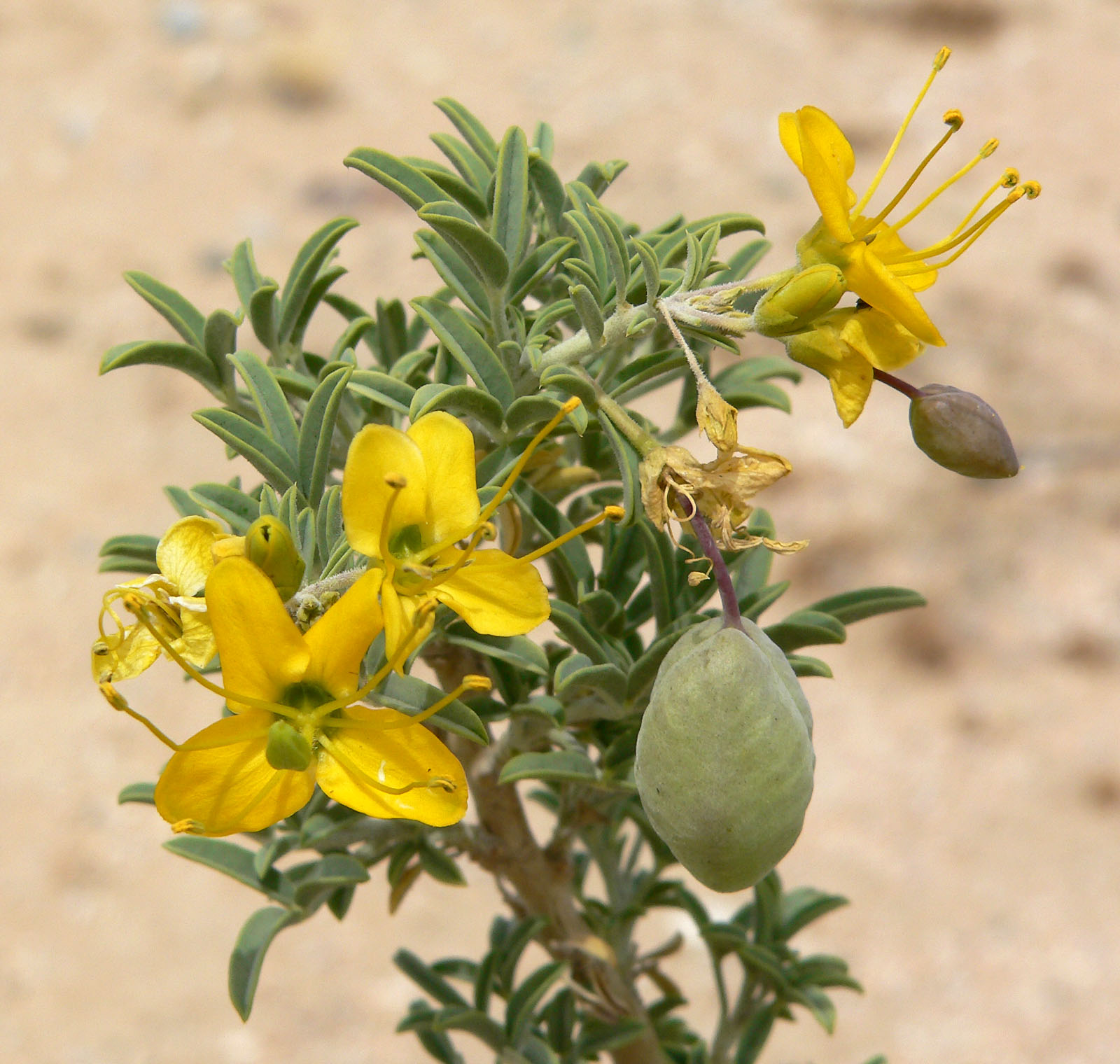
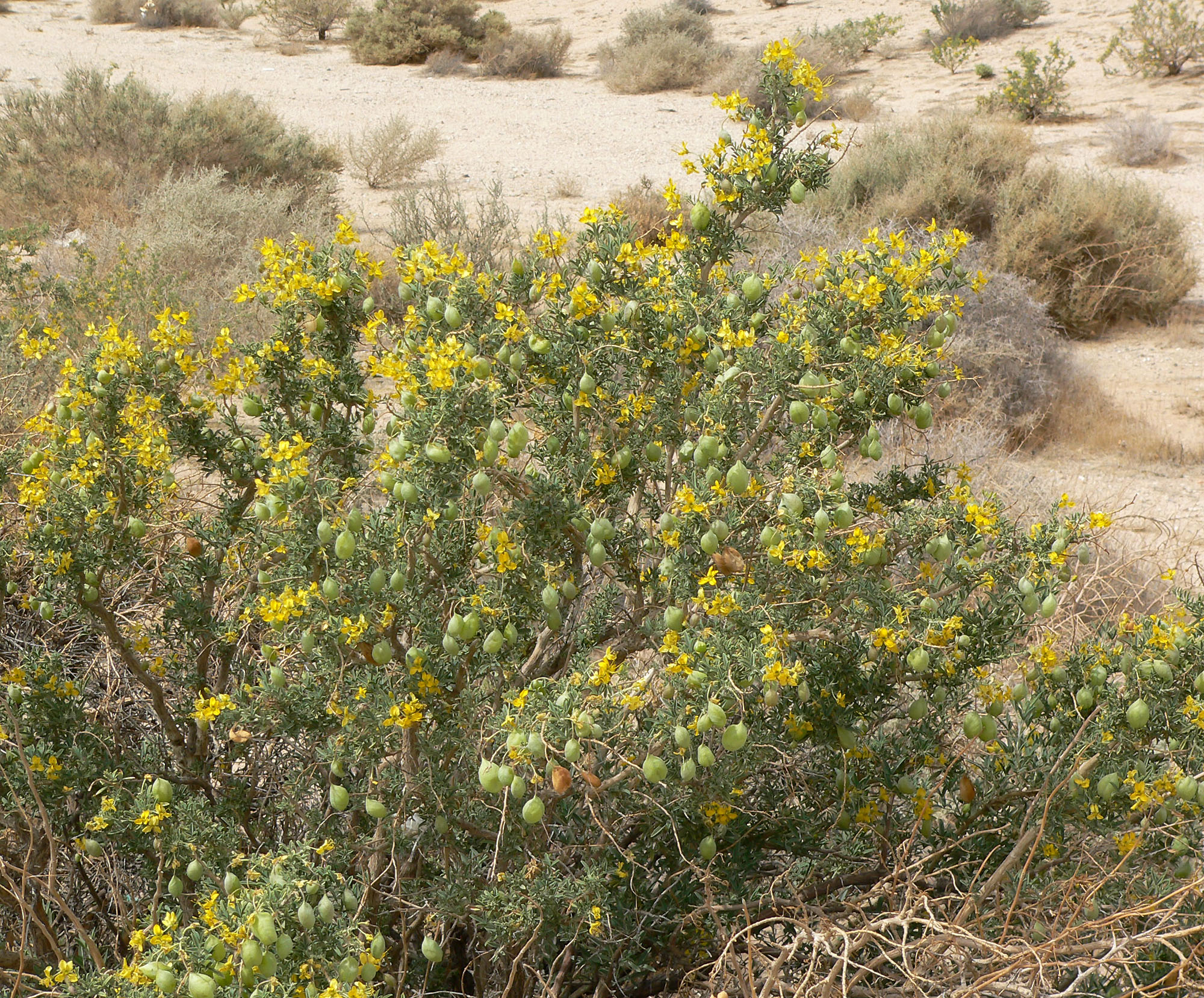